# Ikrima Sa'id Sabri

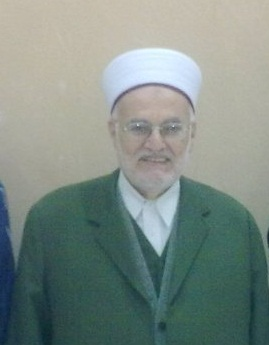
Ekrima Sa'id Sabri

Scheich Ikrima Sa'id Sabri (arabisch عكرمة سعيد عبد الله صبري, DMG ʿIkrima Saʿīd ʿAbd Allāh Ṣabrī; * 1939 in Qalqiliya) war von Oktober 1994 bis Juli 2006 Großmufti von Jerusalem und Leiter der Waqf-Behörde Jerusalem.

## Leben
Sabris Vater war Richter in Nablus. Dort schloss er seine schulische Ausbildung ab und studierte anschließend bis 1963 in Bagdad Islamisches Recht und Arabische Sprache. Dieses Studium schloss er mit dem Bachelor ab. Den Grad des Magisters erlangte er 1989 an der Universität Nablus. Sabri promovierte an der al-Azhar-Universität im Jahr 2001. Scheich Sabri ist verheiratet und hat fünf Kinder.
Sabri gründete 1992 einen Rat der Ulama und Prediger in Palästina und war ferner Vorsitzender des Hohen Fatwa-Rates in Palästina und Prediger in der Al-Aqsa-Moschee. Als im Oktober 1994 der Sitz des Großmuftis von Jerusalem frei wurde, kam es sowohl von jordanischer wie von palästinensischer Seite zur Ernennung eines Nachfolgers. Schließlich erhielt der von Palästinenserpräsident Jassir Arafat ernannte Scheich Sabri den Posten. Im Juli 2006 wurde Sabri durch Palästinenserpräsident Mahmud Abbas abgesetzt, der Muhammad Ahmad Hussein als seinen Nachfolger bestimmte.
Am 20. Februar 2005 erschien er auf dem saudi-arabischen Satelliten-TV-Sender Al-Majd, um das Attentat auf den Fahrzeugkonvoi von Rafik Hariri, des ehemaligen libanesischen Premierministers, zu kommentieren. Sabri erklärte, dass jeder, der sich mit den Protokollen der Weisen von Zion und vor allem dem Talmud beschäftige, bemerken werde, dass es eines der Ziele der Protokolle sei, weltweit Verunsicherung zu schaffen und die Sicherheit zu untergraben.
Er war einer der 138 Unterzeichner des offenen Briefes Ein gemeinsames Wort zwischen Uns und Euch (englisch A Common Word Between Us & You), den Persönlichkeiten des Islam am 13. Oktober 2007 an „Führer christlicher Kirchen überall“ (engl. "Leaders of Christian Churches, everywhere …") sandten.

## Dokumentarfilm
Sabri  wurde für den Dokumentarfilm The Root of All Evil? von Richard Dawkins interviewt. 